# Berend Hakkeling
Berend Hakkeling (Bé) (Muntendam, 28 oktober 1900 -  Ter Apel, 5 november 1990) was een waterbouwkundige en auteur van een groot aantal artikelen over waterbouwkunde in het tijdschrift OTAR (Orgaan van Technisch Ambtenaren van de Rijkswaterstaat).

## Opleiding en carrière
Hij is geboren als zoon van de timmerman Berend Hakkeling en Harmanna Bakema. Na de lagere school kwam hij in de leer bij zijn vader als timmerman, maar al snel kon hij een baan bij Rijkswaterstaat krijgen. Hier heeft hij zich, voornamelijk door zelfstudie de waterbouwkunde eigen gemaakt. Hij kreeg in 1921 een betrekking als "buitengewoon opzichter" bij de vernieuwing van de Zaagmolenbrug in Assen. Aangezien buitengewoon opzichter een tijdelijke aanstelling was, moest hij na afloop van dit werk een andere werkkring zoeken. Naast zijn normale werk was hij ook jaren geconsigneerd voor de "Buitengewone riviercorrespondentie".

## Sluizenbouw

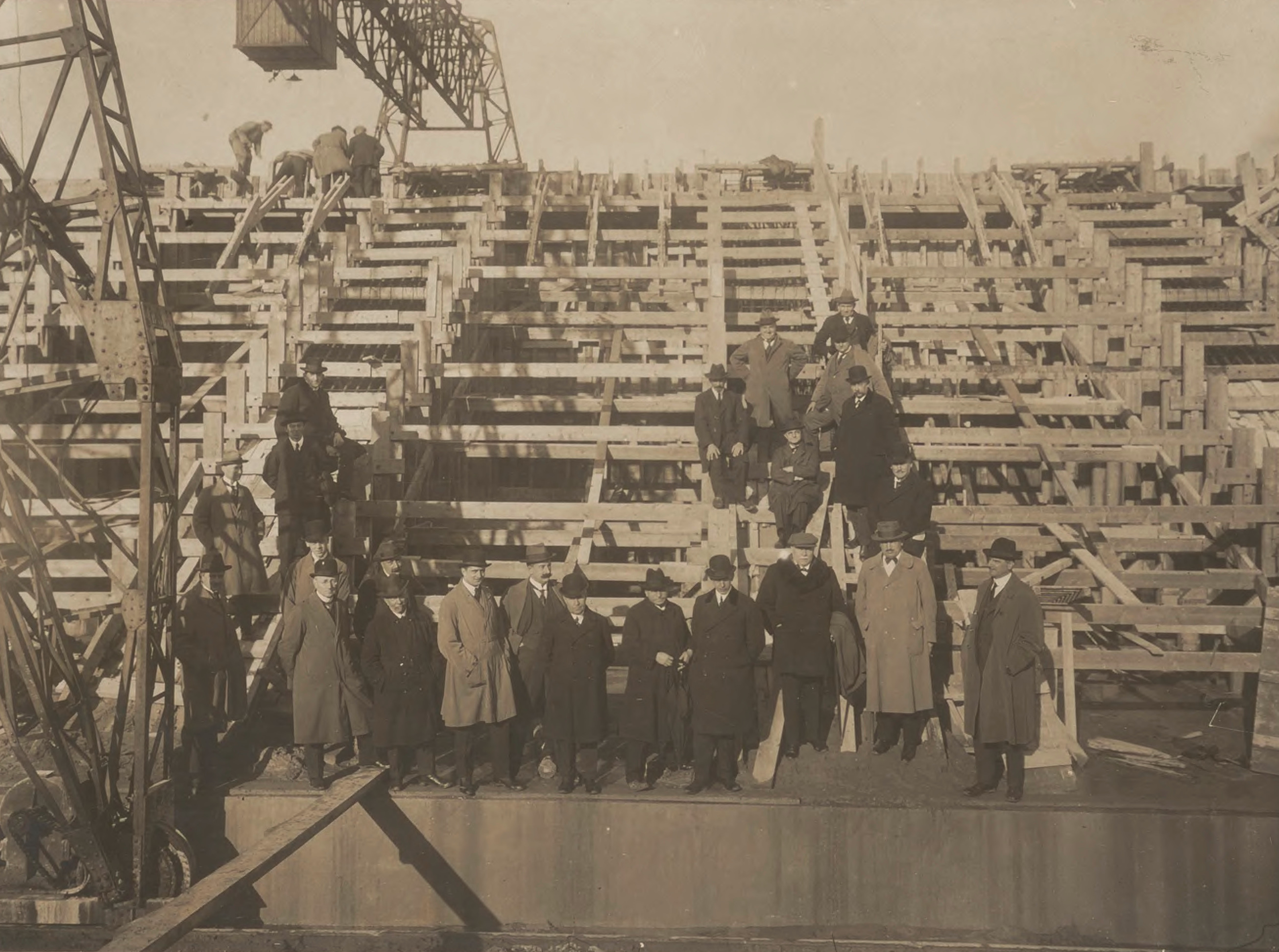
Het bouwteam van de Noordersluis IJmuiden rond 1920. Het is niet bekend of Bé Hakkeling hierbij staat

Hij kon met ingang van 1922 aan de slag als buitengewoon opzichter bij de net gestarte bouw van de grote Noordersluis in IJmuiden. Hij werkte hier onder leiding van ir. Josephus Jitta. In deze tijd deed hij ook examen voor Opzichter van de Rijkswaterstaat, welk examen nodig was om in vaste dienst te komen als opzichter 4e klasse. Niet is achterhaald wanneer hij dit examen gedaan heeft, wel is bekend dat hij in 1929 bevorderd werd tot Opzichter 2e klasse. Hij heeft toen ook uitgebreid het heiwerk voor deze sluis beschreven. Na voltooiing van dit werk ging hij naar de bouw van de Prinses Beatrixsluizen in Jutphaas. Ook hier werkte hij onder leiding van ir. Josephus Jitta.
Hierna schoof hij door, samen met ir. Josephus Jitta naar de sluizenbouw bij Prinses Irenesluizen bij Wijk bij Duurstede en de Prinses Marijkesluizen bij Ravenswaaij.

## Na de Tweede Wereldoorlog
Na de oorlog gaat hij naar Maassluis en is daar betrokken bij het onderhoud van de Nieuwe Waterweg,  vanaf 1949 verlaat hij de Natte Waterbouw en gaat zicht met de wegen bezig houden in 1949 en 1950 is hij verantwoordelijk voor het onderhoud van de rijkswegen in de regio Den Haag en regelt daarvoor de aanbesteding. Eind vijftiger jaren gaat hij weer terug naar zijn roots en gaat bij de Directie Groningen aan de wegenbouwprojecten werken. In 1962 heeft hij een soort thuiswedstrijd, hij geeft daar leiding aan de bouw van de Rijksweg 33  Veendam-Gieten, vlak bij Muntendam waar hij geboren is. Door vertraging in grondverwerving en laag water op de rivieren (aanvoerproblemen) kon alleen het stuk Gieten-Bareveld op tijd in gebruik genomen worden, en werd het stuk Bareveld Veendam pas in december van dat jaar in gebruik gesteld.
In april 1962 werd bij benoemd tot officier in de orde van Oranje Nassau. In oktober 1965 ging hij met pensioen bij Rijkswaterstaat, hij was inmiddels hoofdwaterbouwkundige.

## Publicaties in OTAR
Hakkeling hield er van om zijn ervaringen op schrift te stellen en te publiceren. Hij deed dat in het tijdschrift OTAR, waarvan hij in 1955 hoofdredacteur werd. In totaal heeft hij in dat tijdschrift 287 artikelen geschreven. In 1932 schreef hij over sluisdeuren (3 artikelen), in 1934 ging het over de bescherming van ijzer door verf, met name in zeewater. In 1939 begon een serie publicaties over de sluizen bij Wijk bij Duurstede en Ravenswaaij en over de leidingkruisingen met het Amsterdam Rijnkanaal; deze serie liep door tot 1942. In de Tweede Wereldoorlog heeft hij nog een serie artikelen over rol- schuifdeuren voor sluizen geschreven. Na de oorlog volgde een serie artikelen over de haven van Rotterdam. Begin 50er jaren volgde een serie over verschillende aspecten van de wegenbouw en wegverhardingen. In 1957 volgde een aantal uitgebreide artikelen over tunnelbouw. In 1955 werd hij hoofdredacteur en schreef hij in vrijwel ieder nummer van het maandblad een artikel over een actueel waterbouwkundig onderwerp van dat moment. In de periode van 1968-1970 schreef hij een serie van 25 artikelen met de titel "zink- en aanverwante werken, benevens het waarom de wijze waarop" (1968-1970). Deze serie is later in boekvorm uitgegeven en vormt een heel belangrijk handboek voor het ontwerp en uitvoering van kust- en oeverwerken. Daarnaast heeft hij het onderdeel "Grondwerken" verzorgd in het boek "Weg- en waterbouwkunde, studieboek voor het Hoger Technisch Onderwijs" (dl. C-I).
- Virtual International Authority File: 282209070